# Listă de tipuri de software
Această listă clasifică software-ul după funcția pe care o îndeplinește, tip sau domeniul de utilizare.
- Aplicații
  - Contabilitate
  - ERP - Enterprise Ressource Planning
  - Managementul relațiilor cu clienții (Client Relationship Management, CRM)
  - Planificarea resurselor întreprinderilor

- Automatizare
- Software pentru imprimarea de medii optice

- Prelucrarea datelor
  - Recuperarea datelor
  - Sisteme pentru baze de date (DBMS)
  - Software pentru backup
  - Arhiverea fișierelor

- Emulare
  - Emulator al imaginii discurilor

- Editor al metodelor de introducere a datelelor (IME)

- Motoare pentru jocuri

- Software pentru Internet
  - Clienți de e-mail
  - Clienți pentru partajare de fișiere (P2P)
  - Clienți FTP
  - Editor HTML
  - Clienți pentru servicii de mesagerie instant
  - Browser offline
  - Browser pentru Web

- Matematică software
- Sisteme de operare
- Sistem de operare web
- Prelucrarea informațiilor personale

- Software engineering
  - Bugtracker
  - Compilator
  - Debugger
  - Integrated Development Environment (IDE)
  - Controlul versiunilor (Revision Control)
  - Generator de documentație
  - Software pentru instalare
  - Software pentru dezinstalare

- Suită software
  - Suită grafică
  - Suită pentru Internet
  - Suită de birou

- Multimedia
  - Editor audio (software)
    - Audacity

  - Software pentru grafică
    - Software pentru grafică computerizată 3D
    - Software pentru editare grafică de tip „bitmap”
      - Paint.NET

    - Software pentru editare grafică vectorială

  - Software pentru redare multimedia
  - Software pentru editare video

- Securitate
  - Antivirus
  - Firewall
  - criptare
- Software educațional
  - Platforme educationale
    - Kahoot!